# Д’Амброзио, Вито
Вито Д’Амброзио (итал. Vito D'Ambrosio; 29 декабря 1957, Таранто) — итало-американский актёр, родившийся в Таранто, в регионе Апулия в Италии .

## Биография
Вито Д’Амброзио появлялся в таких американских фильмах, как «Неприкасаемые» Брайана Де Пальмы, и в многочисленных американских телесериалах, включая «Флэш» (1991), «Скорая помощь» (1995) и «Лоис и Кларк» (1997).

## Фильмография
| Год              |   | Русское название     | Оригинальное название      | Роль                                    |
| ---------------- | - | -------------------- | -------------------------- | --------------------------------------- |
| 1985             | ф | Отеческое правосудие | Two Fathers' Justice       | Вито Д’Амброзио / Vito D'Ambrosia       |
| 1985             | ф | Пробные сцены        | Screen Test                | Гвидо / Guido                           |
| 1986—1988        | с | Криминальная история | Crime Story                | Агент Морган / Agent Morgan             |
| 1986             | ф | Цвет денег           | The Color of Money         | Лу в детском мире / Lou at Child World  |
| 1987—1990        | с | Красавица и чудовище | Beauty and the Beast       | Хранитель / Custodian                   |
| 1987—наст. время | с | Дерзкие и красивые   | The Bold and the Beautiful | Луиджи Дамиано / Luigi Damiano          |
| 1987—1997        | с | Женаты и с детьми    | Married with Children      | Луи / Louie                             |
| 1987—2009        | с | Умник                | Wiseguy                    | Брэндон Кастеллано / Brandon Castellano |
| 1987             | ф | Неприкасаемые        | The Untouchables           | Bowtie Driver                           |